# One Front Street
One Front Street, también conocida como Shaklee Terraces y como 444 Market, es un rascacielos de oficinas en el Distrito Financiero de la ciudad de San Francisco, en el estado de California (Estados Unidos). La torre de 164 metros de altura y 38 pisos se completó en 1979. La composición de la fachada se asemeja mucho a la del edificio Shell de Emil Fahrenkamp (1931), construido en Berlín en 1931. Shaklee Corporation tuvo su sede en la torre hasta 2000, cuando trasladó sus operaciones corporativas a los suburbios del este de Pleasanton. De 1999 a 2001, Scient Corporation, una empresa consultora de la era de las puntocom, tenía su oficina central en los pisos superiores del edificio, antes de su traslado a Market Street.